# Kierra Sheard
Kierra Valencia "Kiki" Sheard (Detroit, Míchigan; 20 de junio de 1987), más conocida como Kierra Sheard, es una cantante y compositora de música góspel urbano, diseñadora de modas, locutora de radio, actriz y empresaria estadounidense. Es hija de la cantante góspel Karen Clark Sheard (miembro del grupo de música góspel The Clark Sisters) y nieta del director coral de góspel Mattie Moss Clark. Sheard interpretó a Litha en la película de drama cristiano Preacher's Kid en el 2010. Después de aparecer en los álbumes de su madre, Sheard se estrenó en la industria musical con el lanzamiento de su álbum debut I Owe You en 2004. Su exitoso sencillo «You Don't Know» fue escrita sobre la pelea de su madre con un coágulo de sangre casi fatal.

## Primeros años
Nació en Detroit, Míchigan y creció en el suburbio de West Bloomfield, Sheard pasó sus años formativos rodeada de las influencias de su familia, su fe, y su música. A la edad de seis, comenzó cantando en el coro de la iglesia institucional de Dios de Gran Emmanuel en Cristo, pastoreada por su padre, el Obispo J. Drew Sheard. Incluso a una edad temprana, Sheard tuvo un agarre sobrenatural en la firma "sonido Clark" iniciada por su madre y sus tías, ejecutando melismas altas y rápidas, riffs, carreras y gruñidos profundos y roncos a veces llamados "chubascos" (el último se muestra de forma destacada en «Done Did It», una canción tradicional inspirada en el góspel de su álbum I Owe You)

## Carrera musical

### 1997-2003: Comienzos
Sheard hizo su debut profesional a la edad de diez, participando en dos canciones del álbum debut como solista de su madre, Finally Karen en 1997. Una de esas canciones fue «The Will of God», escrita por el Evangelista Richard "Mr. Clean" White como la pista de cierre destacada. La canción ganó un Premio Stellar por Mejor actuación infantil. En los años siguientes, perfeccionó y maduró sus habilidades como intérprete y vocalista. Sheard comenzó cantando como vocalista de apoyo para su madre, su tía Dorinda Clark-Cole, y The Clark Sisters. En 2002, Sheard participó en el álbum debut homónimo de su tía Dorinda, Dorinda Clark. El año siguiente, interpretó dos canciones para el tercer álbum de su madre, The Heavens Are Telling. En The Heavens Are Telling, fue incluida con su madre en una popular versión del éxito de la cantante Jill Scott «He Loves Me (Lyzel In E Flat)». En 2003, EMI Gospel ganó una guerra de oferta entre varias compañías discográficas para firmar a Sheard en su primer contrato de grabación.

### 2004-2005: Álbum debut
Su álbum debut I Owe You fue publicado el 7 de septiembre de 2004. El álbum de once canciones incluía producción y composición de grandes talentos tales como Rodney Jerkins, Warryn Campbell, Erica y Tina Campbell de Mary Mary, J Moss, y Tonéx. El álbum también funcionó como el debut de producción para su hermano J Drew.
EMI encargó una colección de remixes titulada Just Until... el 2 de agosto de 2005. El título del lanzamiento provisional fue abreviado de su título provisional Jut Until the Next Record. El álbum tuvo un éxito internacional sorpresa en el remix de Godson Concept de «Let Go». El sencillo góspel optimista, publiciado únicamente en Japón, llegó al tope de las listas principales de R&B y permaneció allí durante varias semanas.

### 2006-2007: Segundo álbum
Poco después de graduarse de secundaria, Sheard empezó a trabajar en su segundo álbum, This is Me. Éste debutó en el número uno del listado Top Gospel Albums de Billboard cuando fue publicado el 27 de junio de 2006. Un favorito de los fanáticos de midtempo, el tema producido por Fred Jerkins III, «Why Me?» fue escogido como sencillo líder del álbum. Sheard filmó su primer vídeo musical para dos canciones del álbum al mismo tiempo, «Si» y «This is Me». El álbum fue nominado en los Premios Grammy en la categoría Mejor Álbum Gospel Contemporáneo de R&B en 2006.
Además de actuar en los Stellar Awards, Sheard apareció en el BET Celebration of Gospel, sustituyendo a Faith Evans en "Endow Me" (popularizada por las tías de Sheard) junto a Coko, Lil' Mo y Fantasia. Sheard también cantó con su madre para A Tribute to Aretha Franklin.

### 2008-2009: Tercer álbum
En octubre de 2008, Sheard publicó su tercer álbum Bold Right Life. Los dos sencillos del álbum fueron «Praise Him Now» y «Won't Hold Back». Sheard también fue incluida en lo que sería el mayor sencillo de su carrera a la fecha, «God In Me», del cuarto álbum de estudio de Mary Mary The Sound.
En enero de 2009, Sheard apareció en los BMI Trailblazers, interpretando «Jesus Is a Love Song» como un saludo a su tía Twinkie Clark.
Sheard publicó un álbum de grandes éxitos titulado KiKi's Mixtape el 22 de septiembre de 2009. Éste incluía tres nuevas canciones nunca antes publicadas, dos remixes, sencillos de sus álbum anteriores y el tema «This Christmas» con Marcus Cole. Ella también participó en varios capítulos de Bold Right Life alrededor del país.

### 2010-2013: Álbum en vivo y película
Sheard tuvo un papel en la película Pracher's Kid (protagonizado por la cantante platino de R&B, LeToya Luckett, Durrell Babbs, Clifton Powell, Gregory Alan Williams, y Sharif Atkins), el cual fue estrenado en cine alrededor de Estados Unidos el 29 de enero de 2010 y fue estrenado en formato DVD y Blu-ray el 4 de mayo de 2010.
El 18 de diciembre de 2011 fue publicado Free, el cuarto álbum de Kierra siendo este el primer álbum en vivo. Este álbum fue su primer álbum bajo el sello discográfico góspel de su familia, Karew Records. Originalmente programado para ser lanzado en julio de 2011, el álbum fue filtrado y por consiguiente aplazado y formateado con una lista de canciones diferente. El álbum 
El 7 de abril de 2013, Sheard y su familia debutaron en un nuevo programa de televisión de BET. El programa está basado en la vida de los Sheard, su hermano y productor J. Drew, y sus padres, los ganadores del Premio Grammy Karen Clark Sheard y el Pastor J. Drew Sheard Sr. La primera temporada tuvo una duración de ocho episodios, y fue anunciado mediante la cuenta en Twitter de BET que una segunda temporada se estrenaría en otoño de 2014.

### 2014-presente
Sheard lanzó el sencillo "Trumpets Blow" en 2013, al que siguió "2nd Win" en 2014, que alcanzó su punto máximo dentro del top 20 de la lista Top Gospel Songs de Billboard .  Poco después, en 2014, su quinto álbum, Graceland , fue lanzado el 22 de junio de 2014. Graceland se convirtió en su segunda aparición entre los 40 primeros en el Billboard 200  y el cuarto número uno en la lista Top Gospel Albums.  Graceland también le valió a Sheard una nominación a Vocalista Femenina Contemporánea del Año en la 30ª edición anual de los Stellar Awards . 
En 2020, se estrenó una película biográfica de Lifetime , The Clark Sisters: First Ladies of Gospel , protagonizada por Kierra Sheard como su madre Karen Clark-Sheard , que se convirtió en el estreno de película original con mayor audiencia de Lifetime en cuatro años.  La banda sonora de la película, también protagonizada por Sheard, debutó en el número 8 en la lista Billboard Top Gospel Albums, donde permaneció en su segunda semana.
Después de esto, Sheard lanzó su sexto álbum Kierra . Debutando en el número uno en la lista Billboard Top Gospel Albums. Sheard coescribió el álbum completo, que incluye una mezcla de temas de estudio y en vivo grabados en su ciudad natal, Detroit.  El álbum generó 3 sencillos entre los 20 primeros en la lista Hot Gospel Songs; "Don't Judge Me", "It Keeps Happening" y "Something Has To Break" (con Tasha Cobbs Leonard ), este último alcanzó el puesto número 5.
En abril de 2021, Sheard apareció en la interpretación del actor y rapero Nick Cannon del clásico gospel de Fred Hammond , No Weapon .  En octubre de 2021, "Something Has to Break" de Kierra, con su madre, Karen Clark-Sheard.

## Discografía
- 2004: I Owe You
- 2006: This is Me
- 2008: Bold Right Life
- 2014: Graceland
- 2015: LED
- 2020: Kierra
- 2023: All ours